# Бронзовая якамара
Бронзовая якамара (лат. Galbula leucogastra) — вид птиц из семейства якамаровых.
Вид распространён на севере Южной Америки. Встречается в Бразилии, Французской Гвиане, Суринаме, Гайане, Венесуэле, на востоке Колумбии и на крайнем севере Боливии. Его естественной средой обитания являются тропические и субтропические влажные низменные леса и вторичные леса
Мелкая птица, длиной 19—22 см. Клюв длинный до 5 см, прямой, заострённый, чёрного цвета. Большая часть тела тёмной окраски с коричневым или фиолетовым оттенком. Голова тёмно-синяя. Брюхо и поперечная полоса на горле белые. Хвост длинный и узкий.